# 张本宇
张本宇（日语：／ Harimoto Yu，1970年—），原名张宇，日本乒乓球运动员、教练，张本智和、张本美和的父亲。

## 生平
张宇是中国四川省乒乓球队队员。1998年经福原爱的教练陈龙灿介绍，张宇和妻子张凌移居日本仙台，入职仙台乒乓球中心（仙台卓球センター，直译“仙台乒乓球Center”）的青少年俱乐部（直译“仙台Junior Club”）。此时福原爱从仙台市移居八尾市。
据《新潮周刊》（週刊新潮） 2018年7月5日号掲載，有知情人说“实际上，狭间先生和张本家之间曾经有过金钱纠纷。狭间先生从很久以前就一直从事房地产行业，同时经营乒乓球教室。大约在20年前，他邀请了当时在中国的职业乒乓球运动员张本选手的父母。这是通过福原爱小朋友的父母介绍的。他们两人被聘为员工，并负责乒乓球指导。”。
2003年長子張智和出生，2008年次女張美和出生。张智和小学时，他们一直在仙台乒乓球中心的仙台青少年俱乐部打球。
2011年日本“3.11”地震，中国驻日大使馆确认张宇、张凌、张智和、张美和平安。
2014年春，和子女一同取得日本国籍。
张本宇任仙台青少年俱乐部代表，他的妻子张凌（2021年改名为张本凌）任副代表。
2016年4月1日仙台青少年俱乐部训练地点改到Wasse仙台（ワッセ仙台）。
知情人说『张本君变得更强，只有他参加的比赛越来越多。陪同的宇先生，狭间先生那边认为“仅仅是以监护人的身份去的，所以不算工作”。结果，他们通知要削减工资，还禁止使用中心。夫妻俩辞去了公司职务，并在两年前开设了“张本乒乓球馆”。相当多的学生转移到那边去了。』
张本宇任张本株式会社代表董事。2016年8月28日，张本乒乓球馆开业，福原爱亮相。同日开立张本智和后援会。
2017年获得2017 ITTF Star Awards Table Tennis Star Coach的提名。